# Frederik Pasi
Frederik Pasi (фр. Frédéric Passy; Pariz, 20. maj 1822. - Neji na Seni, 12. jun 1912.), francuski humanista, ekonomista i zagovornik međunarodne arbitraže. Zajedno sa Anrijem Dinanom bio je prvi dobitnik Nobelove nagrade za mir 1901. godine. Nakon što je radio na mestu revizora u francuskom Državnom savetu (1846-1849), posvetio se pisanju, predavanju i organizovanju raznih humanitarnih akcija. Bio je zagovornik raznih ekonomskih reformi  kako u Francuskoj tako i u svetu. Pripadao je liberalnoj tradiciji britanskih ekonomista Ričarda Kobdena i Džona Brajta iz 19. veka koje je i lično poznavao.

## Dela
- Mélanges économiques (1857)
- De la Propriété Intellectuelle (1859)
- De l'Enseignement obligatoire (1859)
- Leçons d'économie politique (1860–61)
- La Démocratie et l'Instruction (1864)
- La Guerre et la Paix (1867)
- L'Histoire du Travail (1873)
- Malthus et sa Doctrine (1868)
- La Solidarité du Travail et du Capital (1875)
- L'Histoire et les sciences morales et politiques (1879)
- Le Petit Poucet du 19ième Siècle: George Stephenson (1881)
- Historique du mouvement de la paix (1905)